# Vescheim
Vescheim település Franciaországban, Moselle megyében. Lakosainak száma 306 fő (2022. január 1.). Vescheim Berling, Hangviller, Metting, Mittelbronn, Vilsberg és Zilling községekkel határos.

## Népesség
A település népessége az elmúlt években az alábbi módon változott:
| Lakosok száma | 284  | 309  | 331  | 321  | 316  | 310  | 310  | 308  | 306  |
|               | 2013 | 2015 | 2016 | 2017 | 2018 | 2019 | 2020 | 2021 | 2022 |